# Lawrence Stroll
Lawrence Stroll (nascido Lawrence Sheldon Strulovitch; Montreal, 11 de julho de 1959) é um investidor canadense que, atualmente, é um dos proprietários da fabricante de carros esportivos de luxo Aston Martin e da equipe de Fórmula 1 Aston Martin F1 Team. Na lista da revista Forbes de 2016 dos bilionários do mundo, ele ficou em 722, com um patrimônio líquido de 2,4 bilhões de dólares.

## Carreira
Stroll investiu em levar roupas de moda de Pierre Cardin e Ralph Lauren para o Canadá. Junto com o investidor de Hong Kong, Silas Chou, Stroll investiu no designer de roupas Tommy Hilfiger. Nos anos 2000, Chou e Stroll investiram na Asprey & Garrard.
Stroll é dono do circuito canadense de carros de corrida, o circuito de Mont-Tremblant, em Montes Laurentides, no Quebeque. Em agosto de 2018, Stroll liderou um consórcio de investidores na compra da equipe de Fórmula 1 da Force India, que adotou a designação Racing Point Force India para disputar o restante da temporada de 2018. Para o campeonato seguinte, a equipe foi rebatizada para Racing Point.
Em 31 de janeiro de 2020, foi anunciado que Stroll liderou um consórcio que adquiriu 16,7% das ações da Aston Martin Lagonda Limited por cerca de 182 milhões de libras, o acordo ainda incluiu uma injeção de 318 milhões de libras no capital da empresa, com Stroll assumindo o cargo de presidente executivo da fabricante britânica. Fez parte da negociação também, a renomeação da equipe de Fórmula 1 Racing Point para Aston Martin a partir de 2021, que se tornou equipe oficial da fabricante britânica de carros esportivos de luxo. Em março de 2020, por meio de uma injeção adicional de recursos, Lawrence Stroll aumentou sua participação na empresa para 25%.